# Carl Frederik Bricka
Carl Frederik Bricka, född 10 juli 1845 i Köpenhamn, död där 23 augusti 1903, var en dansk historiker, arkivarie och personhistoriker, mest känd för utgivandet av Dansk Biografisk Leksikon.
Bricka blev student 1862 och tog 1870 "magisterkonferensen". År 1871 inträdde han som assistent vid det kungliga biblioteket i Köpenhamn, men övergick 1882 till Gehejmearkivet (rigsarkivet), där han 1889 befordrades till arkivarie och 1897 fick högsta ledningen såsom riksarkivarie. Han ägnade främst sitt intresse åt personhistoria och Danmarks historia under 1500- och 1600-talen.
Bricka skrev 1873 skriften Frederik II:s Ungdomskjærlighed (Anna Hardenberg) och därefter flera specialavhandlingar samt utgav dessutom (tillsammans med J.A. Fridericia) Kristian IV:s Breve (sju band, 1878–1891) och Kancelliets Brevbøger 1551-60 (två band, 1885–1888). Från 1887 ledde han utgivningen av det omfattande Dansk biografisk Leksikon. Som sekreterare i Dansk historisk Forening var han 1878–1897 utgivare av Historisk Tidsskrift och som sekreterare i Selskabet for Fædrelandets Historie sedan 1883 utgivare av Danske Magazin. Bricka blev 1894 filosofie hedersdoktor och samma år korresponderande ledamot i svenska Vitterhets-, historie- och antikvitetsakademien.

## Utmärkelser
- Riddare av Dannebrogorden,  1891[4]
- Hedersdoktor vid Köpenhamns universitet,  1894[4]
- Dannebrogsmännens hederstecken,  1900[4]

[Redigera Wikidata]